# Habralictus xanthinus
Habralictus xanthinus är en biart som först beskrevs av Cockerell 1918.  Habralictus xanthinus ingår i släktet Habralictus och familjen vägbin. Inga underarter finns listade i Catalogue of Life.